# Robur Tiboni Urbino Volley
La Robur Tiboni Urbino Volley è stata una società pallavolistica femminile italiana con sede ad Urbino.

## Storia
Espressione della polisportiva Robur Tiboni, il club partecipò per la prima volta a campionati della FIPAV nel 1990, partendo dalla Serie C; nel 1994 approdò in Serie B2.
Vinta la B1, nel 2002, il club marchigiano prese parte per la prima volta ad un campionato di Serie A2 nella stagione 2002-03. Alla retrocessione in Serie B1 al termine della stagione 2003-04 seguì un pronto ritorno in seconda serie nell'annata 2005-06 grazie al ripescaggio. Dopo diverse stagioni di militanza consecutive in Serie A2, anche in seguito al ripescaggio di cui godette dopo aver concluso all'ultimo posto in classifica il torneo 2006-07, nella stagione 2009-10 fa il suo esordio in Serie A1, tramine l'acquisto del diritto di partecipazione dalla Pallavolo Cesena: nella sua prima annata in massima serie la squadra risulterà essere la sorpresa del campionato, conquistando il quinto posto ed accendendo alle competizioni europee.
Nella stagione 2010-11 vince il suo primo trofeo, ossia la Coppa CEV, battendo in finale la Dinamo Krasnodar; nella stagione 2011-12, dopo aver chiuso la regular season al terzo posto ed essere stata eliminata nelle semifinali dei play-off scudetto, guadagna la partecipazione alla prima Champions League nell'edizione 2012-13, dove però esce già alla fase a gironi. Nella stagione 2014-15, a seguito dell'ultimo posto in classifica, retrocede in Serie A2; in seguito la società cessa di esistere.

## Palmarès
- Coppa CEV: 1

2010-11